# Андреевка (Первомайский район)
Андре́евка (укр. Андріївка, крымскотат. Andreyevka, Андреевка) — исчезнувшее село в Первомайском районе Республики Крым, располагавшееся в центре района, в степной части Крыма, примерно в 1 километре севернее современного села Войково.

## История
Впервые в доступных источниках деревня Андреевка встречается в «…Памятной книжке Таврической губернии на 1900 год», согласно которой в Андреевке Александровской волости Перекопского уезда числился 71 житель в 8 дворах. По Статистическому справочнику Таврической губернии. Ч.II-я. Статистический очерк, выпуск пятый Перекопский уезд, 1915 год, в деревне Андреевка Александровской волости Перекопского уезда числилось 9 дворов (все дворы безземельные) с русским населением в количестве 44 человека приписных жителей и 28 — «посторонних», из которых 37 мужчин и 35 женщин. Жители землёй не владели, но за селением числилось 20 десятин земли. В хозяйствах имелось 72 лошади, 36 волов, 28 коров и 31 голова мелкого скота.
После установления в Крыму Советской власти и учреждения 18 октября 1921 года Крымской АССР в составе Джанкойского уезда был образован Курманский район, в состав которого включили село Андреевку. В 1922 году уезды получили название округов. 11 октября 1923 года, согласно постановлению ВЦИК, в административное деление Крымской АССР были внесены изменения, в результате которых был ликвидирован Курманский район, а село включили в состав Джанкойского района. Согласно Списку населённых пунктов Крымской АССР по Всесоюзной переписи 17 декабря 1926 года, в селе Андреевка, Акчоринского (русского) сельсовета Джанкойского района, числилось 11 дворов, все крестьянские, население составляло 41 человек. В национальном отношении учтено: 25 украинцев, 9 русских, 5 немцев и 2 белоруса. Постановлением ВЦИК РСФСР от 30 октября 1930 года был создан Фрайдорфский еврейский национальный район (переименованный в 1944 году в Новосёловский) еврейского национального района Андреевку включили в его состав, а после разукрупнения в 1935 году и образования также еврейского национального Лариндорфского района (с 1944 года — Первомайский), село переподчинили новому району. Последний раз село отмечено на карте 1942 года, в дальнейшем в доступных источниках не встречается.